# Tsarafidynia blanci
Tsarafidynia blanci là một loài bướm đêm thuộc phân họ Arctiinae, họ Erebidae.